# تشوي كيو ها
تشوي كيو ها (بالكورية: 최규하) (1919 - 2006 م) سياسي من كوريا الجنوبية ولد في وونجو.
تولى منصبَ رئيس كوريا الجنوبية (الرئيس الرابع) مدة سنة واحدة.

## التعليم
تعلم في جامعة تسوكوبا.

## روابط خارجية
- تشوي كيو ها على موقع الموسوعة البريطانية (الإنجليزية)
- تشوي كيو ها على موقع مونزينجر (الألمانية)